# فرانکفورت (آلاباما)
فرانکفورت (به انگلیسی: Frankfort) یک منطقهٔ مسکونی در ایالات متحده آمریکا است که در آلاباما واقع شده‌است. فرانکفورت ۲۲۵٫۸۶ متر بالاتر از سطح دریا واقع شده‌است.